# Ixo Rai!
Ixo Rai! era un grupo de rock aragonés, en activo desde 1988 hasta 2002. Cantaban mayormente en español, aunque también escribieron varias canciones enteras y partes de otras en aragonés y catalán.

## Historia
Ixo Rai! actuó por primera vez la cincomarzada de 1988. La Orquestina del Fabirol tenía contratada esa actuación, pero una imprevista oportunidad de tocar en Francia les llevó a buscar apresuradamente un sustituto. Se formó el grupo antes del improvisado concierto, y se disolvió después. 
Meses más tarde, en las Fiestas del Pilar se repitió una situación parecida: faltaba un grupo para completar el cartel, y nuevamente se les llamó. Fue entonces cuando se les preguntó por el nombre del grupo, puesto que todavía no tenían. Ixo rai! (en aragonés: ¡da igual! o ¡eso mismo!) fue la respuesta; dado que el grupo se volvería a disolver tras el concierto, daba igual el nombre que tuvieran.
Pero los pilares les sirvieron de escaparate ante el público y pronto tuvieron que comenzar a ensayar para presentar con dignidad su música en las fiestas de barrios y pequeños pueblos que les llamaban. A la formación inicial, compuesta por Fidel, Eugenio, Jesús, Alfonso, Flip y Jota, se incorporó Juanito, y más tarde, José Luis.
A partir de ahí, el grupo usaría como local de ensayo los sótanos de la Federación de Asociaciones de Barrios de Zaragoza.
En estos primeros años de existencia del grupo, tuvieron que lidiar con la confusión que su propio estilo musical creaba. De hecho, este mondongo, como ellos lo llamaban, era una de sus señas de identidad. Mezclaron jotas con ska, baterías con dulzainas y saxos con gaitas. 
En 1992 tocaron en un concierto contra la Europa del capital, con Reincidentes y Piskerra, y en agosto se fueron a tocar un mes a la Exposición Universal de Sevilla 1992. Un año después, en 1993, editaron su primer disco, Mosica y mondongo. Tras esto, los conciertos de Ixo Rai! reunirían a miles de personas en los pequeños pueblos donde tocaban. 
Sería en 1995 cuando editasen ...pasa pues!, su segundo disco, que vendría acompañado de la incorporación al grupo de Miguel, y varias apariciones televisivas en Tele-Bilbao, TVE e incluso graban el especial de Reyes de Canal Nou. Coincidieron también con Celtas Cortos en varios conciertos, llenando el Pabellón Príncipe Felipe de Zaragoza.
Último grito, su tercer disco, salió a la venta en 1997, con la colaboración de Jesús Cifuentes y José Antonio Labordeta, y la incorporación de Baño al grupo. Dos años más tarde se publica Entalto, que sería el paso definitivo para darse a conocer fuera de Aragón. Sería entonces cuando se unió Pitti al grupo.
En 2000 publicaron Circo Rai. en directo, y en 2001 el que sería su último disco y más desconocido, Con el agua al cuello, que sería el primero grabado fuera de Zaragoza. Ese mismo año se incorporaría al grupo Pepín Banzo, pero a finales del mismo tomarían la decisión de abandonarlo parte de los fundadores, entre ellos Jota, Flip y Eugenio.
Su último concierto como grupo en activo fue el 30 de abril de 2002, en la sala multiusos del Auditorio de Zaragoza. 
En septiembre de 2021, casi veinte años después, el grupo presenta el libro Ixo Rai! ¡Bendita fue la hora!, escrito por el integrante Alfonso Urben y editado por Rolde de Estudios Aragoneses. En él, se narra la historia de la formación y evolución tanto del grupo en si como de sus integrantes. A raíz de las presentaciones del mismo y con ganas de volver una vez más al escenario, medio año después volverían a reunirse para dar un único concierto de reencuentro, el 23 de abril de 2022, Día de Aragón, llenando una vez más el Pabellón Príncipe Felipe de Zaragoza.

## Legado
Ixo Rai! fue desde sus orígenes un grupo de directo. En los conciertos se puede comprobar el espíritu festivo pero a la vez comprometido del grupo, pues en sus letras, casi siempre irónicas y mordaces, nunca han olvidado los males endémicos de Aragón (agua, paro, despoblación, etc.) pero tampoco faltan temas como la insumisión, Iberoamérica, la ecología, el rechazo a la globalización, el sida, etc.
En 2006 se publicó un disco de homenaje a Ixo Rai! titulado "Nueba Cozina". En él participaron varios artistas y grupos aragoneses, como por ejemplo José Antonio Labordeta. El disco contiene 17 canciones y un vídeo, así como un libreto con fotos.
En 8 de noviembre de 2014 reciben un homenaje y premio Sol mayor otorgado por la Unión Musical Nuestra Señora de Pueyos de Alcañiz por su trayectoria y aportación a la música aragonesa en la ciudad de Alcañiz
En septiembre de 2021 el grupo presenta el libro Ixo Rai! ¡Bendita fue la hora!, escrito por el integrante Alfonso Urben y editado por Rolde de Estudios Aragoneses. Con prólogo de Joaquín Pardinilla y un epílogo con participación de cada miembro del grupo, en él se narra la historia de la formación durante sus 14 años de andadura, arropada por fotografías y una gran variedad de divertidas anécdotas.

## Miembros
- José Luis López, Guitarra eléctrica
- José Juan Lanuza, Jota - voz, laúd, dulzaina, requinto, salterio y chiflo.
- José Prieto, Flip - Acordeón diatónico, dulzaina aragonesa, trompa aragonesa, chiflo, armónica y tambores africanos.
- Alfonso Urben - Bajo acústico y bajo de seis cuerdas.
- Juan Ferrández, Juanito - Percusiones, batería y voz. Jotas.
- Fidel Ángel Vicente - Guitarra eléctrica, guitarra acústica de 12 cuerdas, guitarro, requinto y voz.
- Jesús Acero - Gaita de boto, dulzaina aragonesa, bandurria, laúd, buzuki.
- Eugenio Gracia - Gaita de boto aragonesa, saxofón, flautas irlandesas, trompa y dulzaina aragonesa.
- Jesús Prieto, Pitti - Guitarras eléctricas y acústicas.
- Miguel Isac - Batería, congas, bongóes, pailas criollas, pequeña percusión latina, voz y guitarra acústica.
- José Miguel Pérez El Baño - Saxofón y flauta travesera.

## Discografía
- Mosica y mondongo (1993)

1. Éste es mi barrio
2. Mosica y mondongo (¡más magra!)
3. Pastora
4. Jazz Lorenzo (Instrumental)
5. Yebra Folk África (Instrumental)
6. Bendita
7. La culebreta (Instrumental)
8. Hasta siempre
9. Polka Buendios (Instrumental)
10. Me dicen que no quieres

- ...pasa pues? (1995)

1. ...pasa pues?
2. ¡Olé por la música!
3. Romance de la Guardia Civil Española
4. Chuan Garcés
5. Whyndemoney maña
6. Donde quisimos vivir
7. Tirando de la cadena
8. Lección 22
9. Jefe de Seattle
10. María
11. 15 de agosto
12. Carnaval de Nerín (Instrumental)
13. Donde quisimos vivir (Instrumental)

- Último grito (1997)

1. No te quedes sin entrar
2. Jódete y baila
3. Carta de amor
4. Maruja
5. El gallinero (Instrumental)
6. A fuesa unibersal
7. Último grito
8. Agua
9. Samba
10. Que bolá, Rosalva!
11. Un país
12. Polo de bombón
13. Mi barrio

- Entalto (1999)

1. Canción del desengaño
2. Simplemente NO
3. Te debo una canción
4. Entalto
5. MP
6. Polka mala virgen (Instrumental)
7. Brasa 24 horas
8. Rural Park
9. Mézclate
10. Wine religion
11. Cabreados
12. Paco el del molino
13. París (Instrumental)

- Del cerdo hasta el rabo (Recopilatorio) (1999)

1. No te quedes sin entrar
2. Simplemente NO
3. Jódete y baila
4. ...pasa pues?
5. Mosica y mondongo (¡más magra!)
6. Olé por la música
7. Carta de amor
8. El gallinero (Instrumental)
9. Este es mi barrio
10. Hasta siempre
11. Tirando de la cadena
12. Último grito
13. Canción del desengaño
14. María
15. 15 de agosto
16. Bendita
17. Chuan Garcés
18. Donde quisimos vivir
19. Jazz Lorenzo (Instrumental)
20. Un país

- Circo Rai (2000)

1. Canción del desengaño
2. Simplemente NO
3. Entalto
4. Cabreados
5. Te debo una canción
6. París (Instrumental)
7. Mézclate
8. Wine religion
9. MP
10. Zarajota blues (Instrumental)

- Con el agua al cuello (2001)

1. Habrá que andar
2. Lección 23
3. Colombia
4. 33 razones
5. Delicatessen
6. ETTerror
7. Molt de soroll
8. Nunilo
9. Un extraño
10. Ya no te puedo querer
11. T'amo como una bestia
12. Fadma la pastora
13. Jefedad